# ココロ@ファンクション!
『ココロ@ファンクション!』は、株式会社ウィルプラスのブランド・PULLTOPより2013年10月25日に発売された18禁恋愛アドベンチャーゲーム。ネットワーク全盛の近未来を舞台に、携帯ガジェットのアプリに振り回される主人公やヒロイン達の学園生活を描く物語である。
2014年11月28日には、ファンディスク『ココロ@ファンクション! NEO』が発売された。

## 概要
ディレクターのYowによれば、作品の企画はブランド前作『この大空に、翼をひろげて』制作中の2012年冬から動いていた。当時スマートフォンが一般に普及し始めていたことから、「心が見える」理由をわかりやすく見せる要素として携帯デバイスを位置づけ、オーバースペックなアプリを取り入れるために作品の時間軸を近未来とした。時代としては（インタビュー当時の）30年後から40年後を想定しており、現代よりネットワーク化が進んだ未来社会での恋愛を表現してみたかったという。『この大空に、翼をひろげて』は作品全体が現実寄りで、キャラクターデザインも頭身を高くしていたが、本作品はカワイイ路線を目指し、キャラクターも顔・髪・アクセサリー・シルエットなどを可愛らしさ優先でデザインした。作品タイトルは「ココロの機能」と作品全体の世界観から付けられた。
ゲームシステムはオーソドックスなアドベンチャー形式。舞台が近未来に設定されているため様々な用語が登場するが、テキスト中の出現に合わせて画面右側に用語説明ウインドウが表示される。一度表示された用語説明は、ギャラリーページで再確認できる。

## ストーリー
（出典：）
ネットワークが発達した近未来。誠進（せいしん）学園生徒会長の速水太陽が住むエコプラーザ市では最先端技術が導入され、市民は携帯端末「オルカ」を用いて便利な生活をしていた。しかし、一部のオルカに自動アップデートと共に謎のアプリ「ココロファンクション」がインストールされ、太陽の心の中の妄想がオルカ経由で周囲へダダ漏れになってしまう。太陽の信用は地に墜ち、生徒会長も辞任することになってしまったが、太陽はヒロイン達と共に「ココロファンクション対策委員会」(CFC) を結成し、学園で多発するココロファンクションの問題へ取り組んでいく。

## 登場人物
（出典：）

### 主人公
速水 太陽（はやみ たいよう）
身長170cm
本作品の主人公。誠進学園2年で生徒会長を務める。お人好しで他人を信じやすく楽天的。シスコンで妹の朝顔を大事にしている。生徒会長という立場と爽やかな名前とで周囲から“理想の学生”と見られがちだが、本人は自身とのギャップに悩んでいる。女子に人気でよく話しかけられるが、恋愛経験は少なく、いろいろ妄想してしまうことが多い。
自分のオルカにインストールされたココロファンクションにより、密かな妄想がダダ漏れになってしまい、周囲から非難を浴び、生徒会長も辞任する羽目になってしまう。ヒロイン達のココロファンクションから起きたトラブルを機に「ココロファンクション対策委員会」(CFC) を結成し、日夜活動している。
太陽のココロファンクション「Ver. オープンウインドウ」は、太陽が心で強く思ったことをSRユニットやオルカを通じて周囲の人に声として聞こえさせる。伝達経路は、太陽の脳→太陽のSRユニット→太陽のオルカ→ネットワーク→他人のオルカ→他人のSRユニット→他人の脳。オープンウインドウの声は口から出す声と同等の範囲で届き、ネットワーク越しでも届いてしまうが、SRの機能を使っているためSRユニットを付けていない人には聞こえない。

### ココロファンクション対策委員会（ヒロイン）
ココロファンクション対策委員会 (Cocoro Function Committee、CFC) は太陽・水菜・聖の3人で発足し、後にめばえ・いぶきの双子が加わった。ココロファンクションによって起きる学園内の問題を解決すると共に、生徒達から感謝のポイントを集めて自分達のココロファンクションをバージョンアップし、自力で制御できるように再構成することが活動目的。生徒達への聞き込み調査の他、学内ネットワーク「ハートリンク」に専用ルームや掲示板を作って情報を集めている。
蓮ヶ瀬 水菜（はすがせ みな）
声 - 遥そら
T158 B90/W59/H88
学園2年の転入生。夏休みにSNS「KIZUNAS」（キズナエス）で太陽と知り合い、1日だけデートしたが「もう二度と会えない」と姿を消した。しかし2学期に入ってから突然学園へ転入し、太陽のクラスメイトとなる。端麗な容姿とおしとやかな雰囲気で学園のアイドルとなったが、実は猫かぶりで人間不信な面があり、身近な人にはストレートにズケズケ物を言う。寮でルームメイトとなった聖の恋心にいち早く気付き、友達として応援している。SRなどの最新技術に大きな興味を持っており、特にベルには興味津々。太陽や聖のココロファンクションのトラブルに関わったことから、CFCに参加する。
キャラクター人気投票の順位は2位。
譲葉 聖（ゆずりは ひじり）
声 - 優希芹果
T158 B88/W58/H85
学園2年。太陽のクラスメイト。明るい性格の世話好きで、オシャレやファッションなどに敏感。太陽とは夏休み以後仲良くなり、2学期に入ってからは放課後によく一緒に遊んでいる。周囲からは「夫婦」と見られているが、自分の気持ちを太陽に伝えられず、友達以上・恋人未満の関係。転入してきた水菜とは寮でルームメイト。自分のオルカに入ったココロファンクションが原因でトラブルを起こしてしまい、その後CFCに加わる。
彼女のココロファンクション「Ver. ナビゲーター」は、悩みを相談すると解決方法までのルートをナビゲートする。一方的に行動を指示するだけで理由や詳細の説明はなく、とんでもない指示をされてしまうこともある。
キャラクター人気投票の順位は5位。
白草 めばえ（しらくさ めばえ）
声 - 桃也みなみ
T152 B79/W57/H83
学園1年。いぶきの双子の姉。太陽の下級生。明るくアクティブで誰に対しても物怖じしない。一方で寝るのが好きで（一日10時間以上）、昼間でもよく昼寝している。頭の回転が速く意外に鋭いが、時にイタズラを仕掛ける小悪魔な性格。後にCFCに加わる。
キャラクター人気投票の順位は6位。
白草 いぶき（しらくさ いぶき）
声 - 藤咲ウサ
T152 B79/W57/H83
学園1年。めばえの双子の妹。太陽の下級生。引っ込み思案で心配性で、めばえの影に隠れるように付き添い、姉の行動力に憧れている。おとなしいが意外に意志は強い。本好きでよくオルカで電子書籍を読んでいる。後にCFCに加わる。
キャラクター人気投票の順位は7位。
速水 朝顔（はやみ あさがお）
声 - 羽鳥いち
T156 B91/W59/H86
学園1年。太陽の妹。学園入学以来、寮の部屋から出ようとしない引きこもりで、人見知りが激しく、太陽や周囲の人とはネットを介して会話している。プログラムやネットワーク技術の天才で、自作のオルカ用アプリを「スイートポテト」のハンドル名で販売して小遣いを稼いでいる。クールでマイペースで、太陽を何かとからかっているが、生活物資や機材の買い物を頼むなど実はかなり依存気味。アドバイザーとしてCFCに加わり、技術面で支援している。
彼女のココロファンクション「Ver. インビジブルリンク」は、SRを使って周囲に自分の姿を透明に見せ、センサーなどにも探知されなくすることができる（一種の光学迷彩・電子迷彩）。高度な機能だが、部屋に引きこもる彼女にはあまり使い道が無い。
キャラクター人気投票の順位は1位。

### サブキャラクター
遠藤 智慧（えんどう ちえ）
声 - 星咲イリア
T159 B90/W57/H85
有能な生徒会副会長。生真面目で潔癖な性格で、大きな胸がコンプレックス。会長の太陽に密かに憧れていたが、ココロファンクション事件で妄想を知って拒絶。太陽の辞任後に会長に就任したが、太陽との関係は険悪で、CFCも敵視している。
本編ではサブキャラクターであったが、NEOにてヒロイン昇格。キャラクター人気投票の順位は4位。
ベル
声 - 羽鳥空
太陽のオルカで動作するコンシェルジュアプリ。もともと「S.M.A.R.T」製のオルカに標準搭載されていたが、不人気のため開発は打ち切られた。愛着があった太陽は、朝顔に頼み込んで最新OS対応に改造してもらい、いまだに使っている。羽が生えた妖精のアバターで表示され、スケジュール管理・情報検索などを行い、太陽の生活をサポートしている。アプリのアップデートにより、SRで立体投影される、明るく脳天気なにぎやかキャラに進化した。マスターの太陽が大好きで、CFCの活動もいろいろ支援している。自分を作った朝顔のことは「ママ」と呼んでいる。
本編ではサブキャラクターであったが、NEOにてヒロイン昇格。キャラクター人気投票の順位は3位。
Navelから2014年12月19日に発売された『月に寄りそう乙女の作法2』においては、「速水朝顔」と「ベル」がモブ担当の声優として出演している。
春咲 かすみ（はるさき かすみ）
声 - 白月かなめ
T155 B83/W58/H85
生徒会会計。おとなしくて真面目。朝顔のクラスメイトで、人見知りな朝顔に直接会える貴重な存在。
野原 花音（のはら かのん）
声 - 陽月ひおり
T153 B83/W54/H83
生徒会書記。小柄だが明るく元気なムードメーカー。マイペースで物事に動じない。
藤袴 環（ふじばかま たまき）
声 - 萌花ちょこ
T161 B88/W60/H86
太陽のクラスの担任教師。穏やかで優しい美人で生徒達から人気があるが、天然で時々抜けている所もある。担当は国語だが、意外にシステム関連にも強い。
小松（こまつ）
聖の友達で太陽のクラスメイト。元気で押しが強い。
野沢（のざわ）
聖の友達で太陽のクラスメイト。小松と一緒に、聖の恋を焚きつけている。
柳 竹光（やなぎ たけみつ）
声 - しょーとくたいし
太陽のルームメイト。写真同好会の会長で、撮影に出歩いて寮の部屋にいないことが多い。優しい性格で、ココロファンクションに悩まされる太陽を何かと気遣っている。
橘 桔梗（たちばな ききょう）
声 - 如月葵
スマート本社で受付を担当する女性。
樫山 紗織（かしやま さおり）
声 - くすはらゆい
NEO智慧ルートに登場する智慧のルームメイト。試用運用の名目で学園から許可を得てペットロボットを自室で飼っており、過去のペットロボット絡みの件で太陽とも面識がある。

## 世界観・用語
（出典：）
物語の背景
本作品の時間軸はコンピュータやネットワーク技術が進んだ近未来（21世紀半ば）に設定されている。光量子通信を用いたグローバルネット（インターネットの進化形）で世界中が結ばれ、携帯端末でいつでも誰とでもコミュニケーションするのが当たり前になっている。特に作品舞台のエコプラーザ市では最先端の技術が導入されており、作中でもそれらが度々登場する。
エコプラーザ市
物語の主舞台。関東南部の川の中洲に位置し、環境モデル都市として作られた新興都市。人口は約3万人。企業グループ「スマートグループ」の通信関連部門「S.M.A.R.T」が開発した最先端の通信技術が試験運用されており、世間から注目され、観光客も多く訪れている。街の中心には高さ444メートルの電波塔「ユナイティツリー」が建ち、市内のネットワークやシステム全体を管理している。ユナイティツリーや通信システムなどは全てスマートグループの出資で作られており、市民の8割はグループと何らかの関わりがある。
オルカ（ORCA、Over-Real-Communicational-Air）
最新鋭のカード型携帯デバイス。サイズは115.2×58.6×1.5mm。カードにはシャチ（オルカ）のロゴが付いている。通信・コミュニケーション機能以外に、住民票・保険証などの身分証明や電子財布などの役割も持ち、“これが無いと生きていけない”ほどの重要な機器。条例で携帯が義務づけられているため、エコプラーザ市での普及率はほぼ100%。情報入力は主に音声認識を用い、他のオルカとタッチさせて直接情報を交換することも可能。バッテリーは非接触充電式で、エコプラーザ市内にいればユナイティツリーから無線送電されるため、バッテリー切れの心配はない。
実はゲーム完成まで「オルカ」が何の略称かは決まっていなかった。ビジュアルファンブックの制作者インタビューの中でようやく"Over-Real-Communicational-Air"の頭文字を取った略称と正式決定された。
SR
エコプラーザ市で導入されている、AR（拡張現実）を発展させたような最新のバーチャルスクリーン技術。耳に装着したイヤーカフス型の「SRユニット」から脳に微弱な電流を流し、視覚・聴覚などへ刺激を与えることで映像・音声などを伝達する。利用者にはウインドウが空中に投影されているように見える。周囲の人と一緒に見ることも、プライベートチャンネルにして自分にだけ見えるようにすることも可能。利用者の脳に干渉することから、健康被害を防ぐためSRの利用中はSRユニットが体にロックされ、途中で外すことはできない。コンピュータやオルカの外部出力画面、街角のデジタルサイネージなどに使われている。
誠進（せいしん）学園
太陽達が通う全寮制の学園。スマートグループが出資しており、真っ先に最先端技術が導入されることから人気の学園で、生徒数は1,000人程度。学園の施設利用や生徒の出欠席・成績などの情報は、オルカのIDで管理されている。学園内では生徒間交流を支援する専用ネットワーク「ハートリンク」が運用され、生徒への連絡や宿題の提出などもこのネットを通して行われる。やむを得ない場合はハートリンクを使って遠隔授業を受けることも可能。良い行動をすると他の生徒からハートリンク内でポイントをもらえ、ポイントが貯まると学食が割り引きになるなどの特典があるが、逆に校則違反をすると先生の手でポイントを引かれ、最悪の場合謹慎や停学などのペナルティを食らってしまう。
ココロファンクション
オルカのシステム自動アップデートの際、一部のオルカにインストールされてしまった「新感覚コミュニケーション用アプリ」。通常のアプリでは不可能な高機能を持ち、種類（バージョン）によってオルカの所有者に様々な効果をもたらす。アプリの削除は不可能で、機能をオフすることもできない。また機能の多くはSRを介しているが、アプリが常時起動してSRユニットが体にロックされてしまうので、ユニットを取り外してやめることもできない。唯一の対処方法として、ハートリンクのポイントを使うとアプリをバージョンアップできることがわかっており、自分の意志で制御できるようになる可能性があるため、太陽達はCFC活動でポイントを集めている。

## 主題歌
（出典：）
ココロ@ファンクション!（NEO共通）
オープニングテーマ「ココロルート」
作詞 - Minao Ohse / 作・編曲 - おおくまけんいち / 歌 - 榊原ゆい
メインテーマ「ユレルサイクル」
作詞 - Minao Ohse / 作・編曲 - おおくまけんいち / 歌 - 西沢はぐみ
ココロ@ファンクション! NEO
メインテーマ「ミライサーキット」
作詞 - Minao Ohse / 作・編曲 - おおくまけんいち / 歌 - Ceui
※ソフマップ購入特典『ディレクターズチョイス サウンドトラックCD』に「ココロルート」のフルバージョン、「ユレルサイクル」のショートバージョン、BGM10曲、計12曲を収録。

## 制作スタッフ
（出典：）
- 企画 - なたけ、Yow
- シナリオ - なたけ、高嶋栄二、八璃、御剣ヒロ (NEO)
- キャラクターデザイン・原画 - 基井あゆむ、ひなたもも、むー、田口まこと（SD原画）
- 音楽 - TWOFIVE
- グラフィックチーフ - 八島タカヒロ
- 美術設定・背景原画 - 塩澤良憲
- 背景美術 - だんご風味
- プレビュームービー - はらだ
- オープニングムービー - はらだ、ハッピーヒップバルーン
- サブディレクター - さえきそれなり
- プロデューサー・ディレクター - Yow
- 制作 - PULLTOP

## 反響

### 売り上げ
ココロ@ファンクション!
本作は発売月（2013年10月）の売り上げにおいて、PCpressの集計では3位、Getchu.comの集計では3位、アダルトゲーム月刊誌『BugBug』の集計では4位、同『PUSH!!』の集計では4位を記録した。PCpressの総評において「前作〔『この大空に、翼をひろげて』：引用者注〕の評価が高く、その流れから好セールスに」なったと述べられている。発売年（2013年）においては、Getchu.comの集計では24位、『BugBug』の集計では上位20位の圏外であった。
ココロ@ファンクション! NEO
ファンディスクの『ココロ@ファンクション! NEO』は、その発売月（2014年11月）の売り上げにおいて、PCpressの集計では11位、Getchu.comの集計では8位、『BugBug』の集計では7位を記録した。発売年（2014年）においては、Getchu.comの集計では上位50位の圏外、『BugBug』の集計では上位20位の圏外であった。

### 人気投票
| 部門名       | Getchu.com | TECH GIAN | BugBug    |
| ------------ | ---------- | --------- | --------- |
| 総合         | 18位/20位  | 圏外/30位 | 圏外/20位 |
| シナリオ     | 圏外/10位  | 圏外/10位 | 圏外/20位 |
| グラフィック | 圏外/10位  | 圏外/10位 | 部門なし  |
| 音楽         | 圏外/10位  | 圏外/10位 | 18位/20位 |
| システム     | 圏外/10位  | 圏外/10位 | 圏外/20位 |
| ヴォイス     | 部門なし   | 部門なし  | 17位/20位 |
| ムービー     | 6位/10位   | 部門なし  | 部門なし  |
| エッチ       | 圏外/10位  | 圏外/10位 | 圏外/20位 |
| キャラクター | 1人/20位   | 0人/10位  | 0人/20位  |

ココロ@ファンクション!
本作は発売月（2013年10月）のユーザー人気投票において、Getchu.comの1位を獲得した。発売年（2013年）の人気投票においては、Getchu.comでは全部門で18位・ムービー部門で6位・キャラクター部門で速見朝顔が8位を獲得し、その他の部門では圏外であった。アダルトゲーム月刊誌『TECH GIAN』では全部門で圏外であった。『BugBug』ではサウンド部門で18位・ヴォイス部門で17位を獲得し、その他の部門では圏外であった（表：「2013年の美少女ゲーム人気投票における本作の位置」に一覧を示す。）。
また萌えゲーアワード2013では総合19位であった。
ココロ@ファンクション! NEO
ファンディスクの『ココロ@ファンクション! NEO』は、その発売月（2014年3月）のユーザー人気投票において、Getchu.comでは圏外であった。発売年（2014年）の人気投票においては、Getchu.comでは全部門で圏外、『BugBug』では全部門で圏外、萌えゲーアワードでは上位50位の圏外であった。（一覧表は省略する。）

### 批評
『BugBug』2014年1月号に本作のレビューが掲載された。レビュアーは、本作は『この大空に、翼をひろげて』に比べテンポの良い展開と、多用されるギャグの効果で気軽に読み進められると評価し、PULLTOP作品の系列の中ではエッチ方面への力の入れようにおいて異彩を放っている趣旨を述べている。本作では近未来の科学技術を活用し、エッチをする空間の背景を教室や屋外といった公共の場所に切り替えたり、感触のある立体映像で男性器を複製し2人のヒロインを同時に相手にしたりするなど、現実ではあり得ないプレイが繰り広げられる。レビュアーはこの点を面白いと肯定的に評価し、エッチシーンの数は多く、それぞれのシーンも長いので、プレイヤーは間違いなく満足できると述べている。
またレビュアーは、個人的に妹の朝顔のルートが良かったとしている。黒髪ロングで素っ気ない態度を取っているが実は主人公のことが好きというキャラクターデザインも強力だが、ストーリーにも深みがあると指摘している。妹を引きこもりから脱却させるという前半部は兄妹ならではの問題に取り組んだ心温まる展開であるとし、後半部ではココロファンクションの謎が解き明かされていくことから、レビュアーは朝顔ルートを最後にプレイすることを推奨している。

## 関連商品

### 書籍
ココロ@ファンクション! ビジュアルファンブック
2014年3月29日発売 / 監修：PULLTOP / MAXムック / ISBN 978-4-86379-194-7
キャラクター・ストーリー紹介、イベント・背景・宣材イラストやラフ、用語集、スタッフインタビューなどを収録。

### CD
ココロ@ファンクション! コンプリートサウンドトラック『ココロ@サイクル』
2014年3月28日発売。「ココロルート」、「ユレルサイクル」の主題歌2曲と全BGMの計26曲を収録。ジャケットは蓮ヶ瀬水菜と譲葉聖の描き下ろしイラスト。ジャケットイラストをプリントしたB2サイズのクロスポスターをセットにした「ココロ@セット!」も販売された。
| #         | タイトル                                   | 作詞       | 作曲             | 時間 |
| --------- | ------------------------------------------ | ---------- | ---------------- | ---- |
| 1.        | 「ココロルート」(歌：榊原ゆい)             | Minao Ohse | おおくまけんいち | 5:02 |
| 2.        | 「ワールドエンドコミュニケーション」       |            | TWOFIVE          | 2:56 |
| 3.        | 「ラブリーコントロール」                   |            | TWOFIVE          | 2:17 |
| 4.        | 「ガールズナビゲーション」                 |            | TWOFIVE          | 2:36 |
| 5.        | 「アオゾラデイドリームス」                 |            | TWOFIVE          | 2:26 |
| 6.        | 「サプリメントブレス」                     |            | TWOFIVE          | 2:24 |
| 7.        | 「トモダチリンク」                         |            | TWOFIVE          | 2:14 |
| 8.        | 「オキラクコンシェルジュ」                 |            | TWOFIVE          | 1:48 |
| 9.        | 「モウソウ・リ→クアウト」                  |            | TWOFIVE          | 2:50 |
| 10.       | 「ジャック☆ポット」                        |            | TWOFIVE          | 1:43 |
| 11.       | 「ウェザーブレイク」                       |            | TWOFIVE          | 2:23 |
| 12.       | 「エクスプローラー」                       |            | TWOFIVE          | 3:01 |
| 13.       | 「カッティングエッジリアリティ」           |            | TWOFIVE          | 3:08 |
| 14.       | 「サマヨウキモチ」                         |            | TWOFIVE          | 2:20 |
| 15.       | 「フラットレイン」                         |            | TWOFIVE          | 2:03 |
| 16.       | 「ロスダイアログ」                         |            | TWOFIVE          | 2:19 |
| 17.       | 「エレクトロ・フラワー」                   |            | TWOFIVE          | 4:01 |
| 18.       | 「ココロファンクション」                   |            | TWOFIVE          | 2:37 |
| 19.       | 「グローリーデイズ・オブ・ネットワークス」 |            | TWOFIVE          | 2:37 |
| 20.       | 「スリープドキュメント」                   |            | TWOFIVE          | 1:32 |
| 21.       | 「ヤサシイリレーション」                   |            | TWOFIVE          | 2:15 |
| 22.       | 「メモリーズ」                             |            | TWOFIVE          | 2:28 |
| 23.       | 「ヒトミ」                                 |            | TWOFIVE          | 4:04 |
| 24.       | 「ワードフロントクリエーション」           |            | TWOFIVE          | 3:14 |
| 25.       | 「リアルハート！」                         |            | TWOFIVE          | 3:48 |
| 26.       | 「ユレルサイクル」(歌：西沢はぐみ)         | Minao Ohse | おおくまけんいち | 4:39 |
| 合計時間: | 合計時間:                                  | 合計時間:  | 72:45            |      |
PULLTOP VOCAL COLLECTION3 ｢うたのかんづめ3｣
コミックマーケット87で発売されたPULLTOP作品の主題歌集。「ココロルート」、「ユレルサイクル」を収録しているほか、「ミライサーキット」のフルバージョンを初公開した。ジャケットは蓮ヶ瀬水菜と『この大空に、翼をひろげて』のヒロイン・羽々音小鳥の水着デュエットイラスト。デュエットイラストをプリントしたB2サイズのクロスポスターをセットにした「うたのせっと」も販売された。
PULLTOP おとのかんづめ つめあわせ
2017年5月26日発売。『Disc 11: ココロ@ファンクション!』に「ココロルート」、「ユレルサイクル」、「ミライサーキット」の主題歌3曲と全BGMの計33曲を48kHz/24bitで収録。

### グッズ
速水朝顔いもうと抱き枕カバー
コミックマーケット85（2013年12月29日～31日）で販売された、基井あゆむ描き下ろし両A面仕様の抱き枕カバー。
ベルちゃんA3タペストリー
「PULLTOP 2013 winter set」（コミックマーケット85）の一部。
ベル抱き枕カバー
コミックマーケット87（2014年12月28日～30日）で販売された、むー描き下ろしの抱き枕カバー。

### アプリ
（出典：）
ベルアラーム
オルカの操作画面をイメージしたアラームアプリ。ベルの絵が表示される。
本編で使われていた「メールちゃくしん」、「きんきゅーれんらく」など4種類のアラームを鳴らせるが、ボイスは無い。
- 制作・配信 : WillPlus
- 対象OS :

- Android OS : 2.3.3以上
- iOS : 4.3以上

爆発くんG
スイートポテト（速水朝顔）の作品として本編中にも登場するアプリ。画面隅の「ポムポム君」をタッチして、パネルをなぞってエネルギーを充填し、敵を攻撃するパズル＆バトルゲーム。スイートポテトのボイス付き。
- 制作・配信 : WillPlus
- 対象OS :

- Android OS : 2.2以上
- iOS : 4.3以上

- あらすじ :

20XX年、世界は動物や自然が機械になってしまう未知の脅威に晒されていた。ある日、廃墟となっていた炭鉱の爆弾倉庫に雷が落ち、大爆発が起こる。煙の中から現れたのは謎の生命体「爆発くんG（ぐれいと）」。人でも自然でもない爆発くんGの中からポムポム君が世界のために立ち上がった。